# جیمز دبلیو گریفیتس
جیمز دبلیو گریفیتس کارگردان و نویسنده مستقل فیلم‌های کوتاه و یک بریتانیایی از دهکده‌ای در هرفوردشر در مرز ولز و انگلستان می‌باشد. او به خاطر فیلم‌های کوتاهش شناخته شده است. از کارهای او می‌توان به اتاق ۸ و «یک داستان عاشقانه در دو نیم صفحه» اشاره کرد. فیلم اتاق ۸ او به عنوان بهترین فیلم کوتاه برنده جایزه بفتا ۲۰۱۴ شد.